# Bettancourt-la-Ferrée
Bettancourt-la-Ferrée is een gemeente in het Franse departement Haute-Marne (regio Grand Est). De plaats maakt deel uit van het arrondissement Saint-Dizier. Bettancourt-la-Ferrée telde op 1 januari 2022 1.797 inwoners.

## Geografie
De oppervlakte van Bettancourt-la-Ferrée bedroeg op 1 januari 2022 5,38 vierkante kilometer; de bevolkingsdichtheid was toen 334 inwoners per km².

## Demografie
Onderstaande figuur toont het verloop van het inwonertal (bron: INSEE-tellingen).